# Султанов, Куаныш Султанович
Куаныш Султанович Султанов (каз. Қуаныш Сұлтанұлы Сұлтанов; род. 12 мая 1945, село Коктал, Панфиловский район, Талды-Курганская область, КазССР, СССР) — казахстанский политический деятель, журналист, политолог. доктор политических наук (2000), профессор, академик Академии политической науки Республики Казахстан (с 1997)..
Заслуженный деятель Казахстана (2008), заслуженный деятель дипломатической службы (2003), заслуженный журналист Казахстана (2008). Лауреат Государственной премии Казахской ССР (1972), премии Ленинского комсомола (1967).

## Биография
Родился 12 мая 1945 года в селе Коктал Панфиловского района Талды-Курганской области.
Окончил Казахский государственный университет имени С. М. Кирова, Академию общественных наук при ЦК КПСС.
С 1961 по 1964 — рабочий-печатник Сарыозекской межрайонной типографии, затем корректор, литсотрудник, заведующий отделом в районных газетах Талды-курганской и Алма-Атинской области.
С 1964 по 1967 — служба в рядах Советской Армии.
С 1967 по 1978 — инструктор, заведующий отделом, второй, первый секретарь Талды-Курганского обкома, секретарь ЦК ЛКСМ Казахстана.
С 1978 по 1981 — первый секретарь ЦК ЛКСМ Казахстана.
С 1981 по 1987 — заведующий отделом культуры, заведующий отделом организационно-партийной работы ЦК Компартии Казахстана.
С 1987 по 1990 — секретарь Карагандинского областного комитета коммунистической партии.
С 1990 по 1991 — заведующий отделом ЦК Компартии Казахстана.
С 1991 по 1993 — министр печати и информации Республики Казахстан.
С 1993 по 1994 — заместитель Премьер-министра Республики Казахстан.
С 1994 по 1995 — Заместитель Председателя Верховного Совета Республики Казахстана.
С 1995 по 2001 — Чрезвычайный и полномочный посол Республики Казахстан в Китайской Народной Республике, КНДР и Вьетнаме по совместительству.
В 2001 году Указом Президента Республики Казахстан назначен депутатом Сената Парламента Республики Казахстан. Председатель Комитета по международным отношениям, обороне и безопасности.
Член Парламентской Ассамблеи ОБСЕ, Парламентской Ассамблеи Совета Европы, член Совета политических деятелей по реформированию ОБСЕ.
Член Группы сотрудничества с Парламентом Соединенного Королевства Великобритании и Северной Ирландии, Бундестагом Федеративной Республики Германии.

## Творчество
Автор книг:
- «Карлыгаштар»
- «Поступь молодых»
- «Перед лицом времени»
- «Реформы в Казахстане и Китае. Особенности. Сходства. Различия. Успехи. Проблемы»
- «Мудделер тогысы»
- «Серпінi кезен».

## Награды
Ордена
- 1981 — Орден «Трудового Красного Знамени»
- 1986 — Орден «Знак Почёта»
- 2001 — Орден «Парасат»
- 2014 — Орден «Барыс» 2 степени[2]
- 2021 (2 декабря) — Орден «Барыс» І степени;[3]
- 2025 года (12 мая) — Орден «Отан» один из высших орденов Республики Казахстан — за особые заслуги в государственной и общественной деятельности и в связи с 80-летием со дня рождения.;[4]

Почётные звания
- 1972 — Государственная премия Казахской ССР в области литературы и искусства.
- 2003 — почётное звание «Заслуженный деятель дипломатической службы Республики Казахстан» (Қазақстан Республикасының дипломатиялық қызметінің еңбек сіңірген қайраткері)
- 2008 — почётное звание «Қазақстанның еңбек сіңірген қайраткері» (Заслуженный деятель Казахстана)
- 2008 — Медаль имени Назира Тюрякулова «За вклад в развитие внешней политики Республики Казахстан»
- 2008 — почётное звание «Почётный журналист Казахстана» (Қазақстанның құрметтi журналисi)[5]
- Благодарность Президента Республики Казахстан с вручение нагрудного знака «Алтын барыс»
- Почётный знак «Алтын белгі» партии «Нур Отан»[6]
- Почётный гражданин Алматинской области[7].
- Медаль «МПА СНГ. 25 лет» (27 марта 2017 года, Межпарламентская ассамблея СНГ) — за заслуги в деле развития и укрепления парламентаризма, за вклад в развитие и совершенствование правовых основ функционирования Содружества Независимых Государств, укрепление международных связей и межпарламентского сотрудничества[8].
- Лауреат премии Академии журналистов «Алтын Самурык» и др.

Правительственные медали, в том числе:
- - Медаль «Астана» (1998)
  - Медаль «10 лет независимости Республики Казахстан» (2001)
  - Медаль «10 лет Конституции Республики Казахстан» (2005)
  - Медаль «10 лет Парламенту Республики Казахстан» (2006)
  - Медаль «10 лет Астане» (2008)
  - Медаль «20 лет независимости Республики Казахстан» (2011)
  - Медаль «20 лет Конституции Республики Казахстан» (2015)
  - Медаль «20 лет Ассамблеи народа Казахстана» (2015)
  - Медаль «25 лет независимости Республики Казахстан» (2016)
  - Медаль «25 лет Конституции Республики Казахстан» (2020)
  - Медаль «25 лет Ассамблеи народа Казахстана» (2020) и др.